# Kariya
Kariya (刈谷市; -shi)  é uma cidade japonesa localizada na província de Aichi.
Em 2003 a cidade tinha uma população estimada em 136 840 habitantes e uma densidade populacional de 2 712,39 h/km². Tem uma área total de 50,45 km².
Recebeu o estatuto de cidade a 1 de Abril de 1950.
Kariya tem como cidade gémea Mississauga, no Canadá.

## Transportes

### Ferrovias
- JR Tokai(JR東海)
- Meitetsu